# Collegio di Aberdeenshire North and Moray East
Aberdeenshire North and Moray East è un collegio elettorale scozzese della Camera dei comuni del Parlamento del Regno Unito. Elegge un membro del Parlamento con il sistema first-past-the-post, ossia maggioritario a turno unico; il rappresentante del collegio, dal 2024, è il nazionalista scozzese Seamus Logan.

## Estensione
Il collegio comprende i seguenti ward dell'Aberdeenshire e Moray, e contiene per la maggior parte aree che erano state nel precedente collegio di Banff and Buchan:
- Banff and District, Troup, Fraserburgh and District, Peterhead North and Rattray, Peterhead South e Cruden contenuti nel consiglio dell'Aberdeenshire; Keith and Cullen e Buckie provenienti dal consiglio del Moray;
- parte di Central Buchan contenuto nel consiglio dell'Aberdeenshire; parte di Fochabers Lhanbryde contenuto nel consiglio del Moray.[2]

## Membri del parlamento
| Elezione | Elezione | Deputato     | Partito |
| -------- | -------- | ------------ | ------- |
|          | 2024     | Seamus Logan | SNP     |

## Risultati elettorali

### Elezioni negli anni 2020
| Partito                    | Partito                                | Candidato                  | Risultati 4 luglio 2024 | Risultati 4 luglio 2024 |
| Partito                    | Partito                                | Candidato                  | Voti                    | %                       |
| -------------------------- | -------------------------------------- | -------------------------- | ----------------------- | ----------------------- |
|                            | SNP                                    | Seamus Logan               | 13 455                  | 35,23                   |
|                            | Conservatore                           | Douglas Ross               | 12 513                  | 32,77                   |
|                            | Reform UK                              | Jo Hart                    | 5 562                   | 14,56                   |
|                            | Laburista                              | Andrew Brown               | 3 876                   | 10,15                   |
|                            | Lib Dem                                | Ian Bailey                 | 2 782                   | 7,29                    |
|                            |                                        |                            |                         |                         |
| Iscritti                   | Iscritti                               | Iscritti                   | 70 069                  | 100,00                  |
| ↳ Votanti (% su iscritti)  | ↳ Votanti (% su iscritti)              | ↳ Votanti (% su iscritti)  | 38 188                  | 54,50                   |
| ↳ Astenuti (% su iscritti) | ↳ Astenuti (% su iscritti)             | ↳ Astenuti (% su iscritti) | 31 881                  | 45,50                   |
|                            |                                        |                            |                         |                         |
|                            | Esito: collegio a SNP (nuovo collegio) |                            |                         |                         |